# Nebojša Radosavljević
Nebojša Radosavljević (en serbi Небојша Радосављевић, Belgrad, 21 de setembre de 1966) és un director de cinema i televisió serbi.

## Biografia
Es va graduar en direcció a la FDU de Belgrad. Des de 1982 és guionista i director de nombrosos documentals i pel·lícules de televisió i videoclips premiats de les bandes iugoslaves i sèrbies més actuals.
El 2008 va debutar amb el llargmetratge Miloš Branković. Després va ser contractat a la televisió com a ajudant de direcció de la popular sèrie de televisió Sinđelići, Urgentni centar, Žigosani u reketu i Pogrešan čovek.
Viu a Belgrad.

## Filmografia
- 1995. - Devojka iz kabrioleta
- 1998. - S one strane ogledala
- 2001. - Ručni rad
- 2006. - Tri linije ljubavi
- 2008. - Miloš Branković
- 2010. - Šesto čulo
- 2012. - Petar Božović: Sećam se
- 2016. - Šampion
- 2015-2017. - Sinđelići
- 2018-2019 - Urgentni centar
- 2018-2019 - Pogrešan čovek
- 2020. - Jugoslovenka
- 2018-2021 - Žigosani u reketu
- 2021 - Dinastija (sèrie de televisió)
- 2022 - U klinču[3]
- 2023 - Prvi krug u Beogradu